# گی گیلابرت
گی گیلابرت (فرانسوی: Guy Guillabert‎; ۲۸ ژانویهٔ ۱۹۳۱ – ۴ سپتامبر ۲۰۰۹) قایقران روئینگ اهل فرانسه بود.